# Severomujský tunel

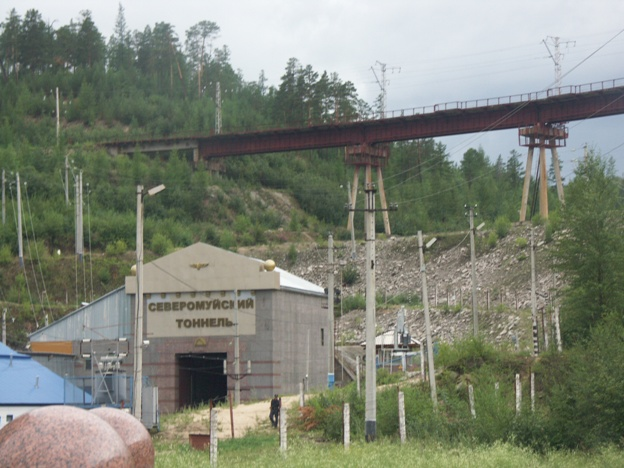
Východní portál, nad ním jeden z mostů druhého obchvatu

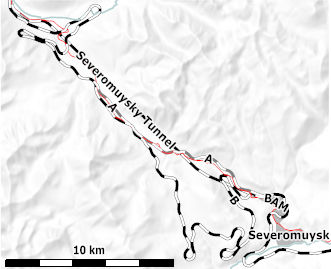
Mapka s trasou tunelu i trasami prvního (A) a druhého (B) obchvatu

Severomujský tunel (rusky Северомуйский туннель) je železniční tunel na Bajkalsko-amurské magistrále v severozápadním Burjatsku v Rusku. Je pojmenovaný podle Severomujského hřbetu, kterým prochází.
Tunel je 15 343 m dlouhý, a je tak nejdelším v Rusku (vyjma tunelů metra). Zprovozněn byl 5. prosince 2003.
Stavba začala roku 1978. Tunel byl ražen skrze velmi nestabilní skálu. Velkým problémem byla podzemní voda. Když bylo zřejmé, že tunel nebude dokončen včas, byl narychlo postaven 28km obchvat, který byl dokončen v roce 1987. Po tomto obchvatu se smělo jezdit maximální rychlostí 15 km/h a přeprava cestujících byla zakázána. O dva roky později byl proto postaven druhý, 54km obchvat, po kterém již lidé směli být převáženi. Druhý obchvat zahrnoval dva další tunely, každý tvořící smyčku, a mnoho mostů, včetně tzv. Čertova mostu. Po jeho dokončení byl první obchvat zrušen. Naproti tomu po dokončení Severomujského tunelu zůstal druhý obchvat zachován.
Dne 30. listopadu 2023 došlo v tunelu k ukrajinské sabotáži, při které vzplál vagón nákladního vlaku. Útok zorganizovala Služba bezpečnosti Ukrajiny, protože Bajkalsko-amurská magistrála je využívána pro vojenské dodávky z Číny do Ruska.